# فرانک دانکویچ
 فرانک دانکویچ (انگلیسی: Frank Dancevic؛ زاده ۲۶ سپتامبر ۱۹۸۴) یک تنیس‌باز اهل کانادا است.